# Phocoena
Phocoena és un gènere de cetacis odontocets, un dels tres que formen la família de les marsopes. El gènere conté quatre espècies, totes elles vivents:
- La marsopa d'ulleres, Phocoena dioptrica
- La marsopa comuna, Phocoena phocoena
- La marsopa de Califòrnia, Phocoena sinus
- La marsopa de Burmeister, Phocoena spinipinnis